# Улица Академика Белецкого (Киев)
Улица Академика Белецкого (укр. вулиця Академіка Білецького; до 1957 года — Новая, Нова; до 1984 года — Городнянская, Городнянська) находится в Соломенском районе Киева, жилой массив Отрадный. Пролегает от улицы Героев Севастополя к железной дороге. Приобщается бульвар Вацлава Гавела.

## История
Улица возникла в 1950-х годах под названием Новая. В 1957 году получила название Городнянская. Современное название в честь украинского литературоведа Александра Белецкого — с 1984 года.

## Учреждения и заведения
- Дошкольное учебное заведение № 255 (здание № 2-А)
- Общеобразовательная средняя школа № 54 (здание № 7)
- Медицинский колледж имени П. И. Гаврося (здания № 12 и № 16)